# 今井康揮
今井 康揮（いまい こうき、1991年11月22日 - ）は、日本の元俳優、デザイナー、元ジャニーズJr.。「SCRATCH」の元メンバー。東京都出身。

## 来歴・人物
- 2010年にジャニーズ事務所に研修生として入所。
- 憧れの先輩は堂本光一。
- 2012年夏に網膜剥離を患い、体調不良の為、出演予定だった「パン・プランニング」主催ミュージカル「ダンスレボリューション〜ホントのワタシ〜」を降板[1]。(ダイヤ組 : ジ・エッジ 恭太役)しかし、前説担当として公演に参加した。
- 同年より、現FlowBackのMARKと「SCRATCH」というユニットを組んでいた。(今は解散している)
- 2015年にスカウトされクローバーに所属。
- 2015年1月、公式ファンクラブ「今井康揮ファミリークラブ」が発足。
- 同年より、相原愛のバックダンサーを務め、ラテンビッグバンド『有馬徹とノーチェ・クバーナ』と共演。全国ツアー[2]。
- 2016年、東京農業大学復学を理由に所属事務所を退社。それに伴いフリーで活動。
- Michael名義でデザイナーとしても活動[3]。多数の作品を制作。主にAKB48出演舞台作品を制作。
- 2017年2月23日AbemaTVで生放送されるBOBI(演出家)の即興生放送『BOBIの即劇Night』にゲスト出演し、番組内での即興芝居では安定した演技力を発揮した。
- 同年８月から9月に上演した舞台『ナカマハタカラ』では、相原えみりと脚本を執筆した。[4]
- 上川隆也の付き人を務めたことがある。舞台『魔界転生』等の作品に参加。
- 2017年12月31日、芸能界を引退。

## 主な出演

### 舞台
- ミュージカル「GANG2011〜がんばれタイガー〜」 （2011年12月）レオン役
- ミュージカル「シャバダバダ！|原石Club Vol.6【シャバダバダ！】12月公演」(2011年12月)
- 舞台「見えない人たち」(2012年3月)(ダイヤ組)
- 舞台「カーズドファミリー〜月島家の人々〜」(2012年6月) ヒロミ役(白パール組)
- ミュージカル「真夏の夜の夢―LOVE2012」 （2012年7月）主演：ディミトリアス役(夢組)
- クラウンミュージカル「ドン・ジュアン」（2012年11月）モン役(ハート組)
- ミュージカル「シャバダバダ！2012」(2012年12月) メインダンサー
- ミュージカル「Oh!My God!2012」(2012年12月) メインダンサー
- クラウンミュージカル「セレブ気取り ハート版」(2013年2月) コウ役・彫刻の像役
- クラウンミュージカル「セレブ気取り ダイヤ版」(2013年3月) モスケ役・彫刻の像役
- 舞台「見えない人たち」(2013年6月) 第3話 息子役(ダイヤ組)
- ミュージカル「ダンスレボリューション〜ホントのワタシ〜」(2013年9月) 慎也役(ハート組)
- 舞台「忘れられない女」(2013年10月) 三上武役
- ミュージカル「Shall We Judge!?」(2013年11月) 上杉役・末光役(ハート組)
- ミュージカル「Oh!My God!2013」(2013年12月) メインダンサー
- 舞台「カーズドファミリー〜月島家の人々〜」(2014年3月) ヒロミ役(白ダイヤ組)
- ミュージカル「ブルースな日々 あぁガス欠！」 （2014年6月）ケン役(ハート組)
- ミュージカル「ダンスレボリューション〜ホントのワタシ〜2014」(2014年9月) MC役(ダイヤ組)
- 舞台「ちはやぶる神の国〜異聞・本能寺の変〜」(2014年10月) 織田信忠役(桔梗組)
- 舞台「潜入秘密探偵」(2014年11月) 準主演 : 星野健二役(Aキャスト)
- 舞台「RING -クリスマスには花束を-」(2014年12月) 大木怜役(Bキャスト)
- ミュージカル「意味のない音楽会 -2014-」(2014年12月) メインダンサー
- 舞台「見えない人たち」(2015年3月) 第3話 息子役(ダイヤ組)
- ミュージカル「Beautiful Spear -ミクの20歳の誕生日-」(2015年5月) 準主演 : リーベ役
- ラジオドラマ風朗読劇ミュージカル「スガナレル」(2015年6月) 準主演 : レリー役(ハート組)
- ミュージカル「ダンスレボリューション〜ソノトキのワタシ〜2015」(2015年8月) 慎也役(ハート組)
- ミュージカル「ダンスレボリューション〜ソノトキのワタシ〜2015」(2015年8月) MC役(ダイヤ組)
- 舞台「ハーフビター版 あなたを待ちながら」(2015年11月-12月) ストーリーテラー：沢口正役(黒組)
- ミュージカル「Oh!My God!2016」(2016年1月) メインダンサー
- ミュージカル「ダンスレボリューション〜ホントのワタシ〜2016」(2016年8月) メインキャスト : 緑川和之役(ハート組)
- ミュージカル「ダンスレボリューション〜ホントのワタシ〜2016」(2016年8月) スタッフ役(ダイヤ組)
- 舞台「愛の唄〜東京ボーイズコレクション〜」(2017年3月14日) コウキ役
- 舞台「ブス AND THE CITY」(2017年6月) ゲスト：ケン・グッドルック役(Bチーム)
- 舞台「ナカマハタカラ」(2017年8月-9月) ストーリーテラー：トモさん役

### 映画
- 抱きしめたい -真実の物語-（2014年2月1日公開）‐コウキ 役

### CM
- PILOT　グラファイト「いろんなグラファイト」篇
- サントリー　グルコサミン

### ラジオ
- FM鹿児島　アトリエジャパン（2014年10月26日）-ゲスト

### その他
- セコム 防犯イベント（2011年8月16・17日）-ゲストパフォーマー
- スマイル☆スパーク（2012年9月29日）‐ゲストMC・ゲストパフォーマー
- アメスタ『丹野延一のグダグダでしょう！』(2014年1月9日) -ゲスト
- 綾木舞美のまんがランドONLINE!z 北千住TVライブオンライン　(2014年8月20日)　-ゲスト
- 有馬徹とノーチェ・クバーナ全国ツアー（2015年9月17日-）‐相原愛のバックダンサー
- LOVEMEN(ラブメン)｜イケメン素顔アプリ（2016年12月27日-)
- AbemaTV『BOBIの即劇Night』(2017年2月23日) -ゲスト
- 東京ボーイズコレクション (2017年3月14日)
- 日曜日よりの使者 Vol.5 (2017年7月23日) -ゲスト